# Jules Blanc
Pour les articles homonymes, voir Blanc (homonymie).
 (décembre 2016).
Jules Ange Michel Blanc, né le 6 juin 1881 à Aix-en-Provence et mort le 13 mars 1960 à Valence (Drôme), était une personnalité du Parti communiste français.

## Biographie
- 1899 : Jules Blanc s'engage dans la marine nationale à Toulon, dans le Var.
- 1906 : la Bourse du Travail d'Aix l'envoie au congrès des Bourses du Midi, qui se tient à Béziers, dans l'Hérault.
- 1908 : il est délégué au congrès socialiste de Toulouse.
- 1909 : jusqu'à cette date, sa carrière de voyageur de commerce lui fait parcourir une grande partie de la France.
- 1910 : il s'affirme dans la Drôme comme l'un des propagandistes les plus populaires de la Fédération socialiste.
- 1912 : il représente le département de la Drôme au congrès national socialiste de Lyon.
- 1913 : il est désigné pour porter les couleurs de la SFIO aux élections cantonales à Saint-Jean-en-Royans, dans la Drôme.
- 1915 : il est réformé et revient à Valence où se constitue à la Bourse du travail un noyau zimmerwaldien, auquel il se rallie après Kienthal.
- 1917 : le courant minoritaire qui s'est développé dans les syndicats gagne la section socialiste de Valence et finit par l'emporter dans la Fédération de la Drôme : Jules Blanc, son porte-parole, devient adjoint à un majoritaire comme secrétaire à la propagande.
- 1918 : il est délégué au conseil national du Parti socialiste et cosignataire de la motion minoritaire qui exprime un soutien sans réserves au gouvernement des Soviets. En mars, il crée le comité de vigilance républicaine de la Drôme, dont il est le secrétaire. Ce comité appelle les républicains à s'unir, notamment, contre les Camelots du roi.
- 1919 : La Vague lui consacre son portrait de la semaine, évoquant l'accent chaud du Midi dans sa gorge, la vie vivante du Midi dans ses gestes et la généreuse bonté du Midi dans ses yeux. Lors des élections législatives, c'est le seul candidat de la liste socialiste à mener campagne pour l'adhésion à la Troisième Internationale.
- 1920 : au congrès national de Strasbourg de la SFIO, il donne les 45 mandats de la Drôme à la motion qui préconise l'adhésion à la Troisième Internationale.
- 1921 : au congrès de Marseille du Parti communiste, il est élu au comité directeur pour représenter la province.
- 1922 : au congrès de Paris du PC, il condamne les luttes intestines.
- 1923 : au congrès de sa Fédération, à Saint-Vallier-du-Rhône, il se démet du secrétariat et annonce qu'il quitte le Parti communiste.
- 1934 : il publie De Platon à Karl Marx et est admis à la Société des gens de lettres.

## Source
- Dictionnaire biographique du mouvement ouvrier français, Les Éditions de l'Atelier, 1997.